# بريان باسيت
بريان باسيت (بالإنجليزية: Bryan Bassett)‏ هو عازف قيثارة وموسيقي أمريكي، ولد في 11 أغسطس 1954 في بيتسبرغ في الولايات المتحدة.

## وصلات خارجية
- بريان باسيت على موقع ميوزك برينز (الإنجليزية)
- بريان باسيت على موقع ديسكوغز (الإنجليزية)